# La mano lunga del padrino
La mano lunga del padrino è un film del 1972, diretto da Nardo Bonomi.

## Trama
Vincenzo detto Raffica, il giovane mafioso che ruba il carico di fucili da 200 milioni di lire a Don Carmelo, il boss della criminalità organizzata. Vincenzo, in attesa di concludere l'affare, si nasconde nell'albergo, ma, viene però scovato dagli uomini di Don Carmelo, grazie al tradimento dell'amante Carmela, Dopo essersi liberato di loro, mette in accordo dal suo amico meccanico, Tom, per vendere le armi a un uomo d'affari arabo. Mentre il ragazzo raggiunge Sabina, la sua ragazza, Don Carmelo piomba in officina di Tom dove sono state nascoste le armi e li sostituisce in gran parte in ferro. Il boss ha l'intento che l'uomo di affari arabo, una volta scoperto la trappola, vuole uccidere il ragazzo. Ma la trappola fallisce e Don Carmelo tenta di impedire che Vincenzo incassi i 200 milioni. Ma, durante l'inseguimento, il boss uccide Sabina e Vincenzo riesce ad vendicarla, uccidendolo. Ma, la barca in cui fugge Vincenzo affonda e il ragazzo dice addio ai suoi sogni di ricchezza.